# Rochelle Walensky
Rochelle Paula Walensky, née Bersoff, née le 5 avril 1969, est une médecin-scientifique américaine, directrice des Centres pour le contrôle et la prévention des maladies (CDC) et administratrice de l'Agence du registre des substances toxiques et des maladies durant la présidence de Joe Biden. Avant sa nomination au CDC, elle est cheffe du service des maladies infectieuses du Massachusetts General Hospital et professeur de médecine à la Harvard Medical School. Walensky est une experte du sida et du VIH.

## Jeunesse et éducation
Walensky est née à Peabody, Massachusetts de Carol Bersoff-Bernstein et Edward H. Bersoff. Elle est élevée dans le Maryland.
En 1991, Walensky reçoit un bachelor en biochimie et biologie moléculaire de l'université Washington de Saint-Louis puis en 1995, un doctorat en médecine de la Johns-Hopkins School of Medicine. De 1995 à 1998, elle suit une formation en médecine interne à l'hôpital Johns-Hopkins. Walensky devient ensuite membre du Massachusetts General Hospital / Brigham and Women's Hospital Infectious Diseases Fellowship Program. En 2001, elle obtient un MPH en efficacité clinique de la Harvard School of Public Health.

## Carrière académique
Walensky est présidente du conseil consultatif du Bureau de la recherche sur le sida aux National Institutes of Health de 2014 à 2015 et est membre du Département américain de la santé et des services sociaux Panel on Antiretroviral Guidelines for Adults and Adolescents depuis 2011. Elle siège aussi au conseil d'administration du Mass General Brigham et est codirectrice du Medical Practice Evaluation Center du Massachusetts General Hospital depuis 2011.

### COVID-19
Dans un article publié dans Health Affairs en novembre 2020, Walensky et ses co-auteurs montre que l'efficacité d'un vaccin COVID-19 sera fortement affectée par :
- La vitesse à laquelle le vaccin est produit et administré. Certains des vaccins potentiels présentent des défis logistiques, notamment la nécessité d'un stockage ultra-froid ou de deux doses.
- La volonté des gens de se faire vacciner.
- La gravité de la pandémie au moment de l'introduction du vaccin[8]

Elle s'implique alors dans une discussion médicale sur la meilleure stratégie pour lutter contre la pandémie de COVID-19 et obtenir l'immunité de masse. Un côté de la discussion soutient la Déclaration de Great Barrington qui suggère une « protection ciblée » sur les groupes vulnérables, tout en permettant aux groupes moins menacés d'être plus libres concernant la quarantaine et d'autres méthodes coûteuses. Walensky est en faveur du mémorandum de John Snow. Elle dit que « la déclaration de Great Barrington est fondée sur l'idée que vous savez qui va tomber malade et que vous pouvez en quelque sorte les isoler et les protéger, mais il n'y a absolument aucune preuve que nous pouvons le faire… Personne ne suggère que les lockdowns devraient être la position par défaut. Ils sont un dernier recours. Mais si nous laissions simplement le virus se libérer sans stratégies d'atténuation, telles que les masques, nos hôpitaux déborderont et cela signifierait que nous ne serions plus en mesure de prendre soin de la santé de la population à tous les niveaux ».

## Directrice du CDC

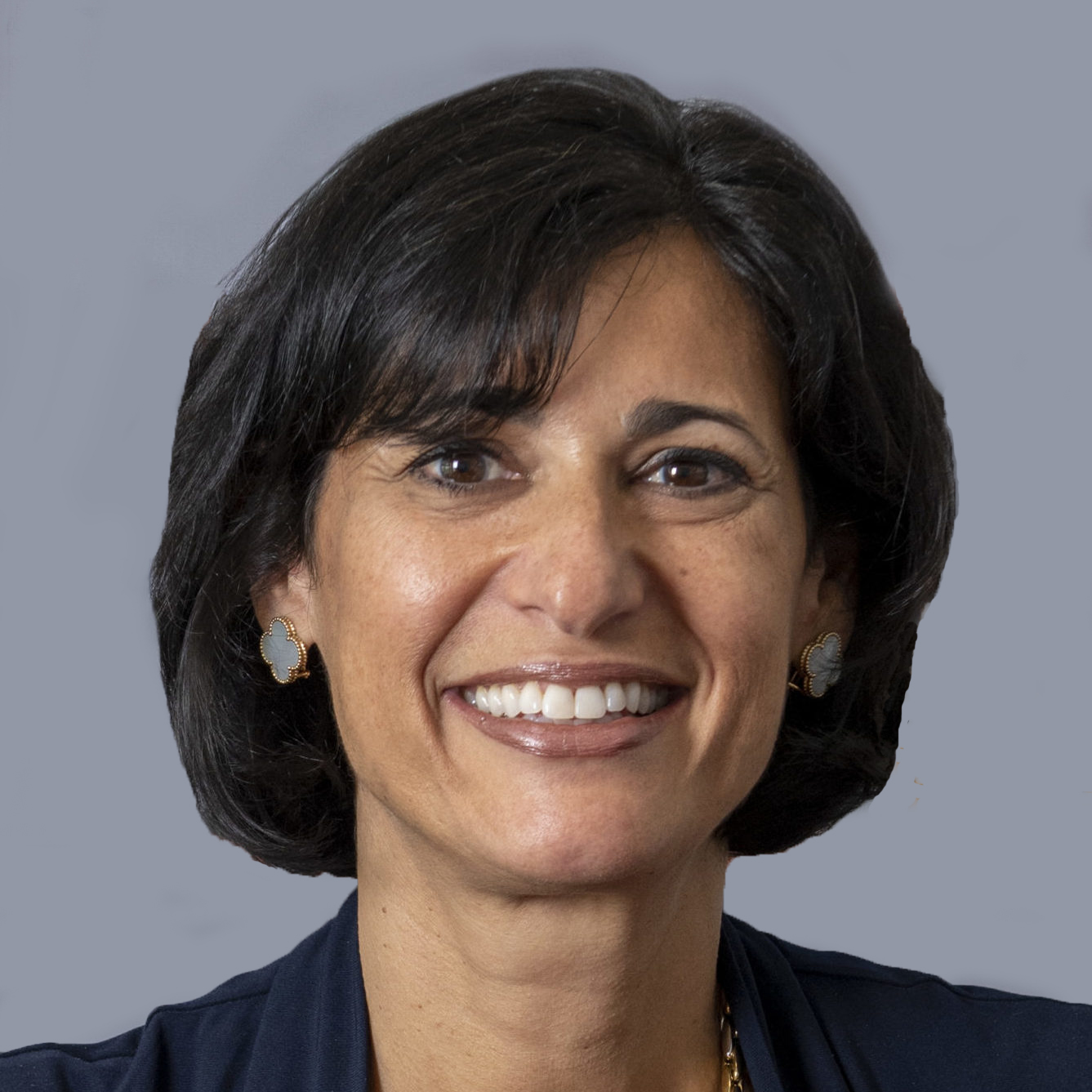
Portrait du Dr. Rochelle Walensky, directrice du CDC

La transition Biden annonce la nomination présumée de Walensky en tant que future directrice des Centres pour le contrôle et la prévention des maladies le 7 décembre 2020. Un directeur du CDC n'a pas besoin de confirmation du Sénat pour entrer en fonction. Les médecins et les experts en santé publique saluent largement ce choix. Le mandat de Walensky au CDC débute le 20 janvier 2021.
Le 5 mai 2023, elle annonce sa démission du CDC, effective le 30 juin.

## Sélection d'ouvrages et de publications
- (en) Paltiel, A. David, Weinstein, Milton C., Kimmel, April D. et Seage, George R., « Expanded Screening for HIV in the United States — An Analysis of Cost-Effectiveness », New England Journal of Medicine, vol. 352, no 6,‎ 10 février 2005, p. 586–595 (PMID 15703423, DOI 10.1056/NEJMsa042088, lire en ligne)
- (en) Walensky, Rochelle P., Paltiel, A. David, Losina, Elena et Mercincavage, Lauren M., « The Survival Benefits of AIDS Treatment in the United States », The Journal of Infectious Diseases, vol. 194, no 1,‎ juillet 2006, p. 11–19 (PMID 16741877, DOI 10.1086/505147, lire en ligne)
- (en) Schackman, Bruce R., Gebo, Kelly A., Walensky, Rochelle P. et Losina, Elena, « The Lifetime Cost of Current Human Immunodeficiency Virus Care in the United States: », Medical Care, vol. 44, no 11,‎ novembre 2006, p. 990–997 (PMID 17063130, DOI 10.1097/01.MLR.0000228021.89490.2A, lire en ligne)
- (en) Dugdale, Caitlin M., Anahtar, Melis N., Chiosi, John J. et Lazarus, Jacob E., « Clinical, laboratory, and radiologic characteristics of patients with initial false-negative SARS-CoV-2 nucleic acid amplification test results », Open Forum Infectious Diseases,‎ 24 novembre 2020, ofaa559 (DOI 10.1093/ofid/ofaa559, lire en ligne)
- (en) Sacks, Chana A., Dougan, Michael, McCoy, Thomas H. et Zheng, Amy, « The Association Between Symptoms and COVID-19 Test Results Among Healthcare Workers », Annals of Surgery, vol. 272, no 6,‎ décembre 2020, e329–e332 (PMID 32941277, PMCID 7668333, DOI 10.1097/SLA.0000000000004483, lire en ligne)
- Goldstein et Walensky, « The Challenges Ahead With Monoclonal Antibodies: From Authorization to Access », JAMA, vol. 324, no 21,‎ 1er décembre 2020, p. 2151 (PMID 33175110, DOI 10.1001/JAMA.2020.21872, lire en ligne)